# Kawasaki Ninja ZX-10R

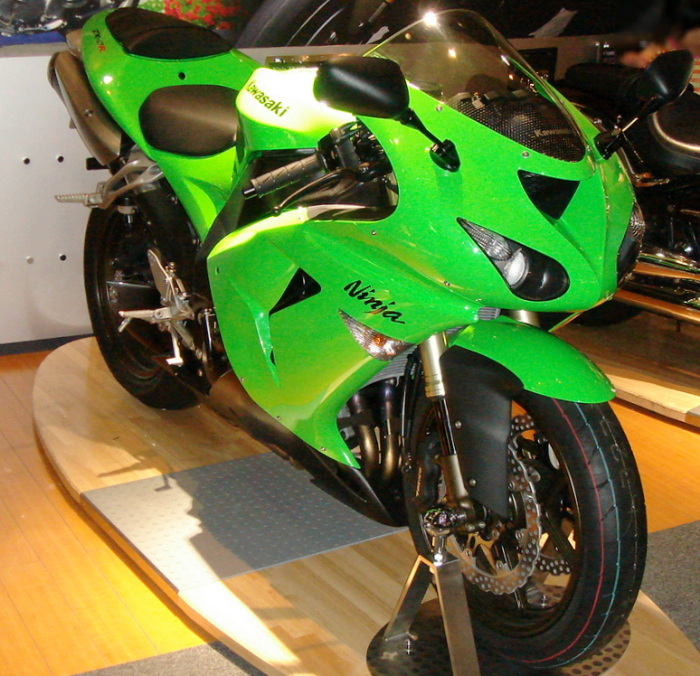
2006 Ninja ZX-10R

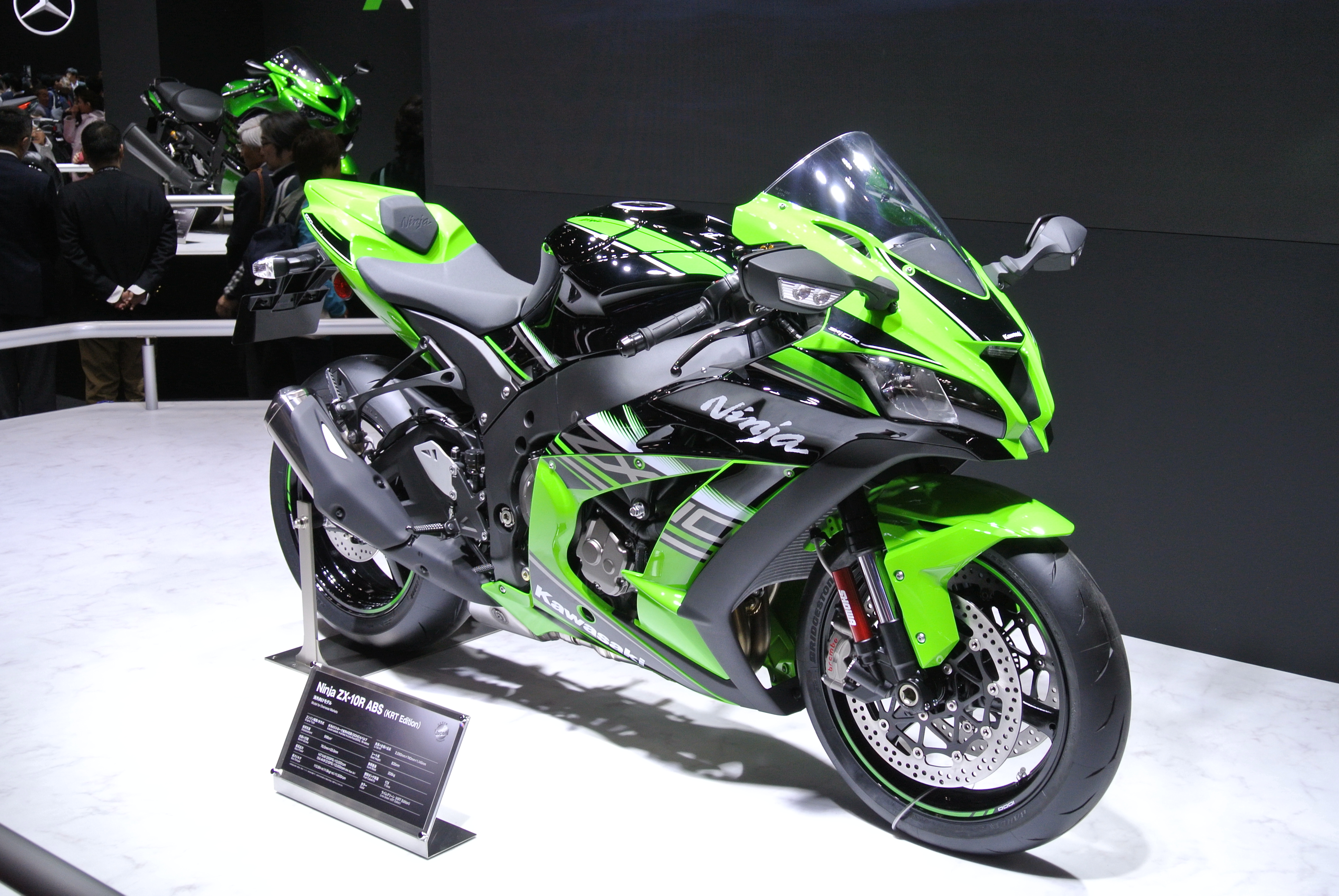
2016 Ninja ZX-10R

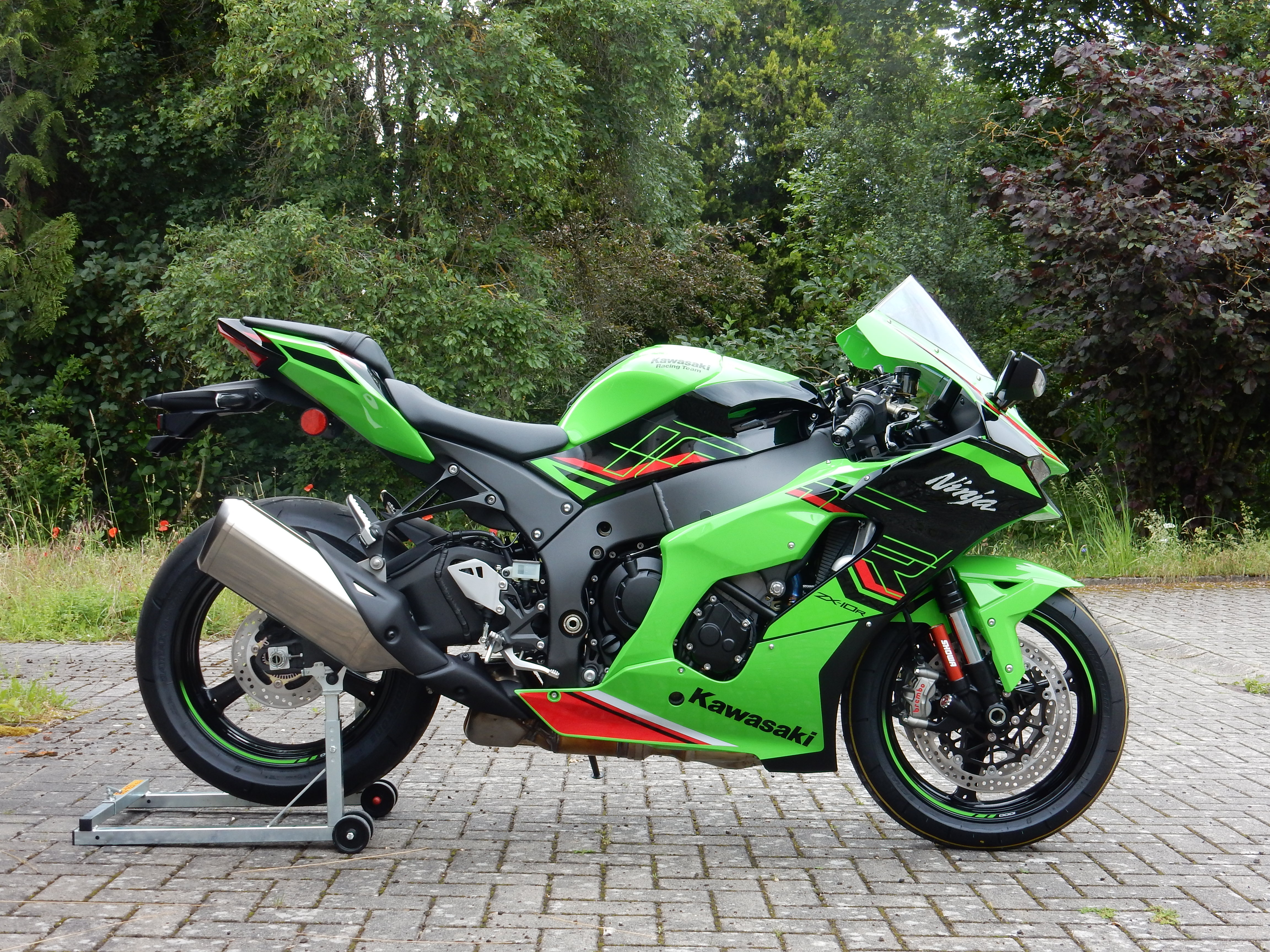
2024 Ninja ZX-10R

Die Ninja ZX-10R ist ein Motorrad der Kategorie Superbike/Supersportler des japanischen Fahrzeugherstellers Kawasaki. Sie wird seit 2004 bis heute gebaut. Die ZX-10R war einerseits das Nachfolgemodell der Kawasaki ZX-9R und ersetzte andererseits auch die Kawasaki ZX-7R als Homologationsmodell für den Rennsport, nachdem Reglementänderungen in der Superbike-WM ab 2004 für alle 4-Zylinder-Motoren ein Hubraumlimit von 1000 cm³ vorschrieben. Eingesetzt wird die ZX-10R in der Superbike-WM, in der FIM Endurance World Championship und beim 8-Stunden-Rennen von Suzuka.

## Modellentwicklung

### C1 (2004–2005)
Die ZX-10R war eine komplette Neuentwicklung und baute technisch nicht auf den beiden Vorgängermodellen auf. Der Motor geriet deutlich kompakter, weil die Zylinderbank und die obere Kurbelgehäusehälfte einteilig waren und die Getriebewellen übereinander platziert wurden. Der Rahmen besteht aus Aluminiumguss. Beide Rahmenhälften verlaufen über dem Motor, nicht seitlich um den Motor herum. Das ergab eine schmalere Silhouette. Der Radstand war mit 1385 mm außergewöhnlich kurz. Die ZX-10R hatte ab Werk eine gute Ausstattung. Beispielsweise bestanden die Auslassventile aus Titan. Serienmäßig war eine Anti-Hopping-Kupplung verbaut. Die Gabelgleitrohre waren DLC-beschichtet. Des Weiteren gab es radial verschraubte 4-Kolben-Bremszangen und Petal-Bremsscheiben.

### D6 (2006–2007)
2006 erhielt das Modell eine optische und technische Überarbeitung. Das Design war runder und die beiden Schalldämpfer waren unter dem Heck angeordnet. Die Doppelscheinwerfer waren kleiner. Das Modell besaß serienmäßig einen Lenkungsdämpfer von Öhlins und einen geregelten Kat. Die Motorleistung blieb gleich und das Fahrzeuggewicht stieg um 6 Kilogramm.

### E8 (2008–2010)
Für 2008 wurde die 10er erneut überarbeitet. Das Design war kantiger, die Motorleistung stieg und das Gewicht wurde verringert. Die Sitzergonomie wurde leicht geändert. Der Schalldämpfer war wieder, wie beim Modell C1, rechtsseitig angeordnet.

### KBF (2011–2015)
Für 2011 hat Kawasaki ein komplett neues Modell entwickelt. Erstmals gab es elektronische Fahrhilfen und 3 Modi für Motorleistung und Traktionskontrolle, damit die Motorleistung von 200 PS kontrollierbar blieb. Die Rahmenprofile verlaufen wieder seitlich am Zylinderkopf vorbei. Es gab eine neue Gabel im Big Piston Fork Design von Showa und das Federbein war horizontal angeordnet. Mit diesem Modell gewann Kawasaki erstmals seit 1993 wieder die Superbike-WM.

### SGF (2016–2020)
Für das Modelljahr 2016 gab es viele kleine Änderungen an Motor, Fahrwerk, im Bereich der Elektronik und am Design. Beispielsweise bekam der Motor eine leichtere Kurbelwelle und Änderungen im Zylinderkopf. Die Drosselklappen wurden nun elektronisch angesteuert (Drive-by-Wire), um weitere elektronische Fahrhilfen nutzen zu können. Die Fahrwerksgeometrie wurde dahingehend geändert, dass mehr Last auf dem Vorderrad lag und eine längere Schwinge verbaut wurde. Die Bremsanlage kam nun nicht mehr von Tokico, sondern von Brembo. Seit dem Modelljahr 2017 hat Kawasaki der ZX-10R eine renntaugliche „Doppel-R-Variante“, die ZX-10RR, zur Seite gestellt. Für das Modelljahr 2019 wurde der Zylinderkopf erneut modifiziert. Die Ventilbetätigung wurde von Tassenstößel auf Schlepphebel umgestellt.

### LMF (seit 2021)
Seit 2021 hat die ZX-10R ein TFT-Farbdisplay und eine 6-Achsen-IMU, wodurch nun unterschiedliche Fahr-Modi, Schaltautomat und ein Tempomat integriert werden konnten. Die komplette Fahrzeugbeleuchtung wurde auf LED-Technik umgestellt. Weitere Änderungen betrafen das Getriebe (die ersten drei Gänge wurden kürzer übersetzt), Rahmen, Schwinge, Sitzergonomie und die Aerodynamik. Erstmals hat Kawasaki Winglets in die Verkleidungsfront integriert.

## Technische Daten
| Modelljahre                         | 2004–2005                                                                                                 | 2006–2007                                                                                                 | 2008–2010                                                                                                 | 2011–2015                                                                                                 | 2016–2020                                                                                           | 2021–                                                                                               |
| ----------------------------------- | --- | --- | --- | --- | --------------------------------------------------------------------------------------------------- | --------------------------------------------------------------------------------------------------- |
| Modellcode                          | C1 | D6 | E8 | KBF | SGF                                                                                                 | LMF                                                                                                 |
| Motortyp                            | flüssigkeitsgekühlter Vierzylinder-Viertakt-Reihenmotor                                                   | flüssigkeitsgekühlter Vierzylinder-Viertakt-Reihenmotor                                                   | flüssigkeitsgekühlter Vierzylinder-Viertakt-Reihenmotor                                                   | flüssigkeitsgekühlter Vierzylinder-Viertakt-Reihenmotor                                                   | flüssigkeitsgekühlter Vierzylinder-Viertakt-Reihenmotor                                             | flüssigkeitsgekühlter Vierzylinder-Viertakt-Reihenmotor                                             |
| Ventiltrieb                         | DOHC, 16 Ventile, Tassenstößel                                                                            | DOHC, 16 Ventile, Tassenstößel                                                                            | DOHC, 16 Ventile, Tassenstößel                                                                            | DOHC, 16 Ventile, Tassenstößel                                                                            | DOHC, 16 Ventile, Tassenstößel                                                                      | DOHC, 16 Ventile, Schlepphebel                                                                      |
| Hubraum                             | 998 cm³                                                                                                   | 998 cm³                                                                                                   | 998 cm³                                                                                                   | 998 cm³                                                                                                   | 998 cm³                                                                                             | 998 cm³                                                                                             |
| Bohrung × Hub                       | 76,0 × 55,0 mm                                                                                            | 76,0 × 55,0 mm                                                                                            | 76,0 × 55,0 mm                                                                                            | 76,0 × 55,0 mm                                                                                            | 76,0 × 55,0 mm                                                                                      | 76,0 × 55,0 mm                                                                                      |
| Verdichtung                         | 12,7:1 | 12,7:1 | 12,9:1 | 13,0:1 | 13,0:1                                                                                              | 13,0:1                                                                                              |
| Gemischaufbereitung                 | Elektronische Saugrohreinspritzung                                                                        | Elektronische Saugrohreinspritzung                                                                        | Elektronische Saugrohreinspritzung                                                                        | Elektronische Saugrohreinspritzung                                                                        | Elektronische Saugrohreinspritzung                                                                  | Elektronische Saugrohreinspritzung                                                                  |
| EU-Abgasnorm                        | Euro 2 | Euro 3 | Euro 3 | Euro 3 | Euro 4                                                                                              | Euro 5                                                                                              |
| Zündung                             | digitale Zündung                                                                                          | digitale Zündung                                                                                          | digitale Zündung                                                                                          | digitale Zündung                                                                                          | digitale Zündung                                                                                    | digitale Zündung                                                                                    |
| Leistung                            | 128,7 kW (175 PS) bei 11.700/min                                                                          | 128,7 kW (175 PS) bei 11.700/min                                                                          | 138,3 kW (188 PS) bei 12.200/min                                                                          | 147,1 kW (200 PS) bei 13.000/min                                                                          | 149,3 kW (203 PS) bei 13.000/min                                                                    | 149,3 kW (203 PS) bei 13.000/min                                                                    |
| Maximales Drehmoment                | 115 Nm bei 9.500/min                                                                                      | 115 Nm bei 9.500/min                                                                                      | 113 Nm bei 8.700/min                                                                                      | 112 Nm bei 12.500/min                                                                                     | 113,5 Nm bei 11.500/min                                                                             | 114,9 Nm bei 11.400/min                                                                             |
| Getriebe                            | 6-Gang-Getriebe, manuell                                                                                  | 6-Gang-Getriebe, manuell                                                                                  | 6-Gang-Getriebe, manuell                                                                                  | 6-Gang-Getriebe, manuell                                                                                  | 6-Gang-Getriebe, manuell                                                                            | 6-Gang-Getriebe, manuell                                                                            |
| Kupplung                            | mechanisch betätigte Mehrscheiben-Anti-Hopping-Kupplung im Ölbad                                          | mechanisch betätigte Mehrscheiben-Anti-Hopping-Kupplung im Ölbad                                          | mechanisch betätigte Mehrscheiben-Anti-Hopping-Kupplung im Ölbad                                          | mechanisch betätigte Mehrscheiben-Anti-Hopping-Kupplung im Ölbad                                          | mechanisch betätigte Mehrscheiben-Anti-Hopping-Kupplung im Ölbad                                    | mechanisch betätigte Mehrscheiben-Anti-Hopping-Kupplung im Ölbad                                    |
| Rahmen                              | Doppelprofilrahmen aus Aluminiumguss                                                                      | Doppelprofilrahmen aus Aluminiumguss                                                                      | Doppelprofilrahmen aus Aluminiumguss                                                                      | Doppelprofilrahmen aus Aluminiumguss                                                                      | Doppelprofilrahmen aus Aluminiumguss                                                                | Doppelprofilrahmen aus Aluminiumguss                                                                |
| Radaufhängung vorne                 | 43 mm Upside-Down-Gabel mit DLC-Beschichtung und Top-Out-Federn                                           | 43 mm Upside-Down-Gabel mit DLC-Beschichtung und Top-Out-Federn                                           | 43 mm Upside-Down-Gabel mit DLC-Beschichtung und Top-Out-Federn                                           | 43 mm Upside-Down-Gabel mit Top-Out-Federn (Big Piston Fork Design)                                       | 43 mm Upside-Down-Gabel mit Top-Out-Federn (Big Piston Fork Design) und externer Kompressionskammer | 43 mm Upside-Down-Gabel mit Top-Out-Federn (Big Piston Fork Design) und externer Kompressionskammer |
| Radaufhängung hinten                | Bottom-Link Uni-Trak-System mit Gasdruckfederbein und Top-Out-Feder                                       | Bottom-Link Uni-Trak-System mit Gasdruckfederbein und Top-Out-Feder                                       | Bottom-Link Uni-Trak-System mit Gasdruckfederbein und Top-Out-Feder                                       | Horizontal angeordnetes Back-Link-Gasdruck-Zentralfederbein, Piggyback-Reservoir und Top-Out-Feder        | Horizontal angeordnetes Back-Link-Gasdruck-Zentralfederbein, Piggyback-Reservoir und Top-Out-Feder  | Horizontal angeordnetes Back-Link-Gasdruck-Zentralfederbein, Piggyback-Reservoir und Top-Out-Feder  |
| Federweg vorne hinten               | 120 mm 125 mm                                                                                             | 120 mm 125 mm                                                                                             | 120 mm 125 mm                                                                                             | 120 mm 140 mm                                                                                             | 120 mm 114 mm                                                                                       | 120 mm 115 mm                                                                                       |
| Felgengröße                         | vorne 3,50 x 17, hinten 6,00 x 17                                                                         | vorne 3,50 x 17, hinten 6,00 x 17                                                                         | vorne 3,50 x 17, hinten 6,00 x 17                                                                         | vorne 3,50 x 17, hinten 6,00 x 17                                                                         | vorne 3,50 x 17, hinten 6,00 x 17                                                                   | vorne 3,50 x 17, hinten 6,00 x 17                                                                   |
| Reifendimension                     | vorne 120/70 ZR 17, hinten 190/50 ZR17                                                                    | vorne 120/70 ZR 17, hinten 190/55 ZR17                                                                    | vorne 120/70 ZR 17, hinten 190/55 ZR17                                                                    | vorne 120/70 ZR 17, hinten 190/55 ZR17                                                                    | vorne 120/70 ZR 17, hinten 190/55 ZR17                                                              | vorne 120/70 ZR 17, hinten 190/55 ZR17                                                              |
| Bremse vorne                        | 300-mm-Doppelscheibenbremse, halbschwimmend, Petal Design, radial montierte Vierkolbenbremssättel, Tokico | 300-mm-Doppelscheibenbremse, halbschwimmend, Petal Design, radial montierte Vierkolbenbremssättel, Tokico | 310-mm-Doppelscheibenbremse, halbschwimmend, Petal Design, radial montierte Vierkolbenbremssättel, Tokico | 310-mm-Doppelscheibenbremse, halbschwimmend, Petal Design, radial montierte Vierkolbenbremssättel, Tokico | 330-mm-Doppelscheibenbremse, halbschwimmend, radial montierte Vierkolbenbremssättel, Brembo M50     | 330-mm-Doppelscheibenbremse, halbschwimmend, radial montierte Vierkolbenbremssättel, Brembo M50     |
| Bremse hinten                       | 220-mm-Bremsscheibe, Petal Design, Einkolbenbremssattel                                                   | 220-mm-Bremsscheibe, Petal Design, Einkolbenbremssattel                                                   | 220-mm-Bremsscheibe, Petal Design, Einkolbenbremssattel                                                   | 220-mm-Bremsscheibe, Petal Design, Einkolbenbremssattel                                                   | 220-mm-Bremsscheibe, Petal Design, Einkolbenbremssattel                                             | 220-mm-Bremsscheibe, Petal Design, Einkolbenbremssattel                                             |
| Lenkkopfwinkel/Nachlauf             | 24°, 102 mm                                                                                               | 24,5°, 102 mm                                                                                             | 25,5°, 110 mm                                                                                             | 25°, 107 mm                                                                                               | 25°, 107 mm                                                                                         | 25°, 107 mm                                                                                         |
| Abmessungen in mm Länge Breite Höhe | 2.045 705 1.115                                                                                           | 2.065 705 1.130                                                                                           | 2.110 710 1.135                                                                                           | 2.075 715 1.115                                                                                           | 2.090 740 1.145                                                                                     | 2.085 750 1.185                                                                                     |
| Radstand                            | 1385 mm                                                                                                   | 1390 mm                                                                                                   | 1415 mm                                                                                                   | 1425 mm                                                                                                   | 1440 mm                                                                                             | 1450 mm                                                                                             |
| Sitzhöhe                            | 825 mm | 825 mm | 830 mm | 813 mm | 835 mm                                                                                              | 835 mm                                                                                              |
| Tankinhalt                          | 17 Liter                                                                                                  | 17 Liter                                                                                                  | 17 Liter                                                                                                  | 17 Liter                                                                                                  | 17 Liter                                                                                            | 17 Liter                                                                                            |
| Trockengewicht                      | 170 kg | 175 kg | 179 kg | | | |
| Gewicht fahrfertig                  | 196 kg | 202 kg | 208 kg | 202 kg | 206 kg                                                                                              | 207 kg                                                                                              |
| Kaufpreis in Deutschland            | 2004: 12995,- 2005: 12995,-                                                                               | 2006: 13145,- 2007: 13495,-                                                                               | 2008: 13545,- 2009: 13645,- 2010: 14545,-                                                                 | 2011: 15495,- 2012: 2013: 2014: 15695,- 2015: 16695,-                                                     | 2016: 17195,- 2017: 2018: 2019: 2020: 17638,82                                                      | 2021: 19395,- 2022: 20195,- 2023: 21145,- 2024: 21145,-                                             |

## Farben
| 2004 | Lime Green, Blau, Schwarz                                    |
| 2005 | Lime Green, Metallic Spark Black, Metallic Flat Raw Titanium |
| 2006 | Lime Green, Metallic Raw Titanium, Ebony Schwarz             |
| 2007 | Lime Green, Ebony Schwarz                                    |
| 2008 | Lime Green, Metallic Diablo Black, Wildfire Pearl Orange     |
| 2009 | Lime Green, Ebony Schwarz, Pearl Stardust White              |
| 2010 | Lime Green, Schwarz                                          |
| 2011 | Lime Green, Schwarz matt                                     |
| 2012 | Lime Green, Grau/Schwarz                                     |
| 2013 | Lime Green, Schwarz                                          |
| 2014 | Lime Green, Weiß matt/Schwarz matt                           |
| 2015 | Lime Green/Schwarz matt, Grau/Schwarz matt                   |
| 2016 | Carbongrau matt                                              |
| 2017 | Weiß/Titanium matt                                           |
| 2020 | Lime Green/Schwarz                                           |

## Rennerfolge
- 2013: Superbike-Weltmeister mit Tom Sykes
- 2015: Superbike-Weltmeister mit Jonathan Rea
- 2016: Superbike-Weltmeister mit Jonathan Rea
- 2017: Superbike-Weltmeister mit Jonathan Rea
- 2018: Superbike-Weltmeister mit Jonathan Rea
- 2019: Superbike-Weltmeister mit Jonathan Rea
- 2020: Superbike-Weltmeister mit Jonathan Rea
- 2019: 1. Platz beim 8-Stunden-Rennen von Suzuka mit Jonathan Rea / Leon Haslam / Toprak Razgatlıoğlu
- 2018: Weltmeister der FIM Endurance World Championship mit Jérémy Guarnoni / David Checa / Erwan Nigon
- 2019: Weltmeister der FIM Endurance World Championship mit Jérémy Guarnoni / David Checa / Erwan Nigon